# Cadame
Der Cadame war ein Längenmaß in Pondichery in Französisch-Indien. Die Maße sind in französischer Schreibweise. Cadame ist ein Teil des Wegemaßes (als Wegestunde in der Literatur erwähnt) Courosame.
Abgeleitet war das Maß von einem Grad auf den Äquator und so waren es 8,91 Cadames oder 26,72 Courosame.
- 1 Cadame = 3 Courosame = 6000 Vilcadés = 12,474 Kilometer